# Dorință
Dorința este o stare sufletească a celui care tinde, râvnește, aspiră la ceva. Poftă, gust de a mânca, sau de a bea ceva. Sinonime:  aspirație, cerință, deziderat, năzuință, dor, doleanță, voie, poftă, atracție erotică.
La oameni dorința survine din nevoia de a căuta ceea ce lipsește sau e a umple un gol fie sub formă de informație sau în formă fizică,  aceste sentiment presupune o gândire anticipată pentru a obține ceea ce se dorește.
În realizarea tuturor obiectivelor umane a existat mai întâi dorința sub forma gândurilor de a avea, de a fi sau de a realiza.
Poate fi instinctivă sau declanșată de factori externi care sunt recepționați prin simțuri: auz, văz, miros.
Dorința stă la baza deciziilor, acțiunilor sau răspunsurilor cuiva.
Un exemplu în cartea Geneza/Biblia se spune că „pomul cunoștinței binelui și răului” pomul interzis de Dumnezeu „ era plăcut de privit și de dorit ca să deschidă cuiva mintea.” 